# Ванилиламин
Ванилиламин — алкалоид, интермедиат биосинтеза капсаицина. Образуется из ванилина при воздействии фермента ванилинаминотрансферазы, после чего превращается в капсаицин при взаимодействии с 8-метил-6-ноненовой кислотой, катализируемом капсаицинсинтазой.
Вещество несколько подвержено окислению. 
Описана схема получения ванилина, капсаицина и дигидрокапсаицина путём биотрансформации феруловой кислоты и ванилиламина культурой клеток красного перца Capsicum frutescens. Описана схема энзиматического получения ванилина с помощью аминоксидазы из Aspergillus niger и моноаминоксидазы из Escherichia coli.